# Hans Strobl (Architekt)
Hans Strobl (* 19. August 1879 in Waldhausen, Bayern; † 27. Januar 1961) war ein deutscher Architekt.

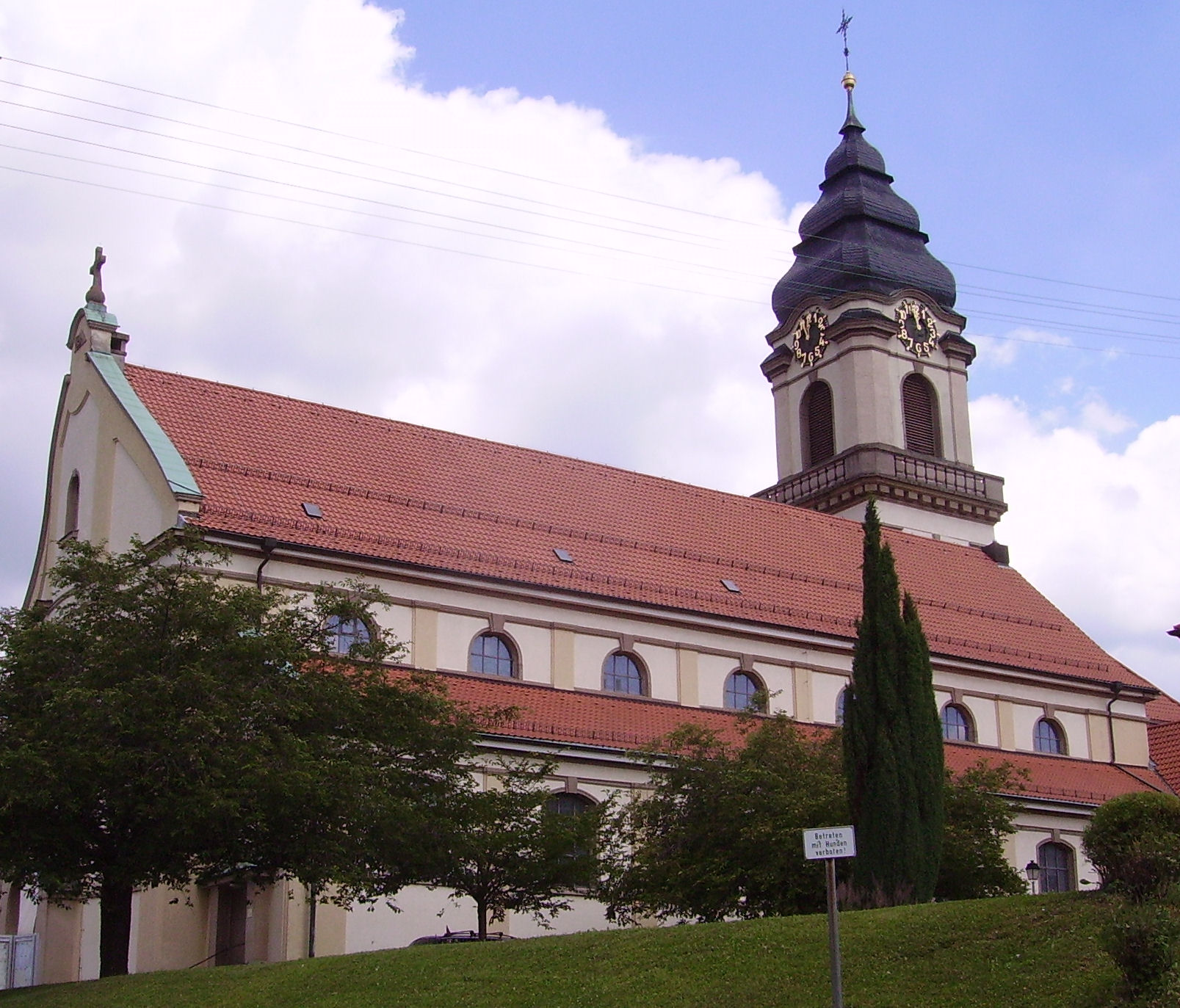
St. Pankratius in Dossenheim

Hans Strobl studierte nach dem Abitur 1901 in Freising zunächst ein Semester Philosophie, bevor er 1902 mit dem Studium der Architektur an der Technischen Hochschule München begann. 1906 legte er die Diplom-Hauptprüfung an. Von 1906 bis 1909 arbeitete er in der bayerischen Staatsbauverwaltung, ab 1909 war er für Friedrich von Thiersch tätig. 1910 legte er das 2. Staatsexamen ab. Ab 1912 arbeitete er für das Erzbischöfliche Bauamt in Freiburg unter Raimund Jeblinger. Nach seiner Teilnahme am Ersten Weltkrieg war er ab 1919 Vorstand des Erzbischöflichen Bauamts in Heidelberg. Nach der Auflösung dieses Bauamts zum 1. September 1924 wurde er zunächst in den einstweiligen Ruhestand versetzt. 1926 wurde der Vorstand des Erzbischöflichen Bauamts Karlsruhe. Nach der Auflösung dieses Bauamts wurde er Vorstand des Erzbischöflichen Bauamtes Konstanz. Von 1940 bis zum Ruhestand 1946 war er erneut Vorstand des Erzbischöflichen Bauamtes Heidelberg.

## Bauten
- 1923–1926: Pfarrkirche St. Pankratius in Dossenheim
- 1927–1929: Pfarrkirche St. Peter in Mannheim-Schwetzingerstadt (mit Hermann Otto Künkel)
- Pfarrhaus St. Raphael in Heidelberg